# 가브리엘라 사바티니
가브리엘라 베아트리스 사바티니(Gabriela Beatriz Sabatini, 1970년 5월 16일 ~ )는 아르헨티나의 프로 테니스 선수이다. 1985년 프로로 데뷔하여 1996년 은퇴하였으며, 1980년대 후반부터 1990년대 초반까지 여자 테니스계의 톱플레이어 중 한 명이었다. 1990년 US 오픈 단식 및 1988년 윔블던 복식에서 우승하였으며, 1988년 서울 올림픽 테니스 종목에서 은메달을 획득하였다.

## 메이저 대회 결승 성적

### 그랜드 슬램 결승

#### 단식: 3 (1승 2패)
| 결과   | 연도 | 대회명  | 코트 | 결승 상대     | 스코어        |
| 준우승 | 1988 | US 오픈 | 하드 | 슈테피 그라프 | 6–3, 3–6, 6–1 |
| 우승   | 1990 | US 오픈 | 하드 | 슈테피 그라프 | 6–2, 7–6      |
| 준우승 | 1991 | 윔블던  | 잔디 | 슈테피 그라프 | 6–4, 3–6, 8–6 |

#### 복식: 4 (1승 3패)
| 결과   | 연도 | 대회명          | 코트   | 파트너        | 결승 상대                                 | 스코어          |
| 준우승 | 1986 | 프랑스 오픈     | 클레이 | 슈테피 그라프 | 마르티나 나브라틸로바 테메슈바리 안드레아 | 6–1, 6–2        |
| 준우승 | 1987 | 프랑스 오픈 (2) | 클레이 | 슈테피 그라프 | 마르티나 나브라틸로바 팸 슈라이버         | 6–2, 6–1        |
| 우승   | 1988 | 윔블던          | 잔디   | 슈테피 그라프 | 라리사 사브첸코 나타샤 즈베레바           | 6–3, 1–6, 12–10 |
| 준우승 | 1989 | 프랑스 오픈 (3) | 클레이 | 슈테피 그라프 | 라리사 사브첸코 나타샤 즈베레바           | 6–4, 6–4        |

### 올림픽 결승

#### 단식: 1 (은메달 1)
| 결과   | 연도 | 대회명             | 코트 | 결승 상대     | 스코어   |
| 은메달 | 1988 | 1988년 서울 올림픽 | 하드 | 슈테피 그라프 | 6–3, 6–3 |

### 연말 챔피언십 결승

#### 단식: 4 (2승 2패)
| 결과   | 연도 | 개최지 | 코트     | 결승 상대         | 스코어                  |
| 준우승 | 1987 | 뉴욕   | 하드 (i) | 슈테피 그라프     | 4–6, 6–4, 6–0, 6–4      |
| 우승   | 1988 | 뉴욕   | 하드 (i) | 팸 슈라이버       | 7–5, 6–2, 6–2           |
| 준우승 | 1990 | 뉴욕   | 하드 (i) | 모니카 셀레스     | 6–4, 5–7, 3–6, 6–4, 6–2 |
| 우승   | 1994 | 뉴욕   | 하드 (i) | 린제이 데이븐포트 | 6–3, 6–2, 6–4           |

## 타이틀 (41)

#### 단식 (27)
| 대회 종류        |
| 그랜드 슬램 (1)  |
| WTA 챔피언십 (2) |
| 티어 I (6)       |
| 티어 II (10)     |
| 티어 III (2)     |
| 티어 IV-V (1)    |
| VS (5)           |

| 코트 종류별 타이틀 |
| 하드 (9)           |
| 클레이 (11)        |
| 잔디 (0)           |
| 카펫 (7)           |

| No. | 일시             | 대회                                             | 개최지                             | 코트     | 결승 상대              | 스코어           |
| 1.  | 1985년 10월 20일 | 재팬 오픈                                        | 도쿄                               | 하드     | 린다 게이츠            | 6–3, 6–4         |
| 2.  | 1986년 12월 7일  | 아르헨티나 오픈 (1)                              | 부에노스아이레스                   | 클레이   | 아란차 산체스 비카리오 | 6–1, 6–1         |
| 3.  | 1987년 9월 20일  | 팬 퍼시픽 오픈 (1)                               | 도쿄                               | 카펫 (I) | 마누엘라 말리바        | 6–4, 7–6(6)      |
| 4.  | 1987년 10월 25일 | 볼보 클래식                                      | 브라이턴, 영국                     | 카펫 (I) | 팸 슈라이버            | 7–5, 6–4         |
| 5.  | 1987년 12월 6일  | 아르헨티나 오픈 (2)                              | 부에노스아이레스                   | 클레이   | 이자벨 쿠에토          | 6–0, 6–2         |
| 6.  | 1988년 3월 13일  | 플로리다 버지니아 슬림 챔피언십 (1)              | 보카 레이턴, 플로리다, 미국        | 하드     | 슈테피 그라프          | 2–6, 6–3, 6–1    |
| 7.  | 1988년 5월 8일   | 이탈리아 오픈 (1)                                | 로마                               | 클레이   | 헬렌 켈레시            | 6–1, 6–7(4), 6–1 |
| 8.  | 1988년 8월 21일  | 캐나다 오픈                                      | 몬트리얼                           | 하드     | 나타샤 즈베레바        | 6–1, 6–2         |
| 9.  | 1988년 11월 20일 | 버지니아 슬림 챔피언십 (1)                       | 뉴욕                               | 카펫 (I) | 팸 슈라이버            | 7–5, 6–3, 6–2    |
| 10. | 1989년 4월 2일   | 립튼 국제 선수권                                 | 키 비스케인, 플로리다, 미국        | 하드     | 크리스 에버트          | 6–1, 4–6, 6–2    |
| 11. | 1989년 4월 16일  | 보쉬 & 롬 챔피언십 (1)                           | 아멜리아 아일랜드, 플로리다, 미국  | 클레이   | 슈테피 그라프          | 3–6, 6–3, 7–5    |
| 12. | 1989년 5월 14일  | 이탈리아 오픈 (2)                                | 로마                               | 클레이   | 아란차 산체스 비카리오 | 6–2, 5–7, 6–4    |
| 13. | 1989년 10월 15일 | 포르쉐 그랑프리                                  | 필데르슈타트, 독일                 | 카펫 (I) | 메리 조 페르난데즈     | 7–6(5), 6–4      |
| 14. | 1990년 3월 11일  | 플로리다 버지니아 슬림 챔피언십 (2)              | 보카 레이턴, 플로리다, 미국        | 하드     | 제니퍼 카프리아티      | 6–4, 7–5         |
| 15. | 1990년 9월 9일   | US 오픈                                          | 뉴욕                               | 하드     | 슈테피 그라프          | 6–2, 7–6(4)      |
| 16. | 1991년 2월 3일   | 팬 퍼시픽 오픈 (2)                               | 도쿄                               | 카펫     | 마르티나 나브라틸로바  | 2–6, 6–2, 6–4    |
| 17. | 1991년 3월 10일  | 플로리다 버지니아 슬림 챔피언십(3)               | 보카 레이턴, 플로리다, 미국        | 하드     | 슈테피 그라프          | 6–4, 7–6(6)      |
| 18. | 1991년 4월 7일   | Family Circle Magazine Cup (1)                   | 힐튼 헤드, 사우스 캐롤라이나, 미국 | 클레이   | 레일라 메스키          | 6–1, 6–1         |
| 19. | 1991년 4월 14일  | 보쉬 & 롬 챔피언십(2)                            | 아멜리아 아일랜드, 플로리다, 미국  | 클레이   | 슈테피 그라프          | 7–5, 7–6(3)      |
| 20. | 1991년 5월 12일  | 이탈리아 오픈 (3)                                | 로마                               | 클레이   | 모니카 셀레스          | 6–3, 6–2         |
| 21. | 1992년 1월 12일  | New South Wales Open Tournament of Champions (1) | 시드니, 오스트레일리아             | 하드     | 아란차 산체스 비카리오 | 6–1, 6–1         |
| 22. | 1992년 2월 2일   | 팬 퍼시픽 오픈(3)                                | 도쿄                               | 카펫 (I) | 마르티나 나브라틸로바  | 6–2, 4–6, 6–2    |
| 23. | 1992년 4월 5일   | 패밀리 서클 매거진 컵(2)                         | 힐튼 헤드, 사우스 캐롤라이나, 미국 | 클레이   | 콘치타 마르티네스      | 6–1, 6–4         |
| 24. | 1992년 4월 12일  | 보쉬 & 롬 챔피언십 (3)                           | 아멜리아 아일랜드, 플로리다, 미국  | 클레이   | 슈테피 그라프          | 6–2, 1–6, 6–3    |
| 25. | 1992년 5월 10일  | Peugeot Italian Open (4)                         | 로마                               | 클레이   | 모니카 셀레스          | 7–5, 6–4         |
| 26. | 1994년 11월 14일 | 버지니아 슬림 챔피언십 (2)                       | 뉴욕                               | 카펫 (I) | 린제이 데이븐포트      | 6–3, 6–2, 6–4    |
| 27. | 1995년 1월 15일  | 피터스 인터내셔널(2)                             | 시드니, 오스트레일리아             | 하드     | 린제이 데이븐포트      | 6–3, 6–4         |

### 복식 (14)
※ 그랜드 슬램은 굵은 글씨로 표시함.
| - 1985: São Paulo (파트너 - 메르세데스 파즈) - 1985: Monticello (파트너 - 메르세데스 파즈) - 1985: Tampa (파트너 - 칼링 바세트 세구소) - 1986: Indianapolis US 오픈 Clay Courts (파트너 - 슈테피 그라프) - 1986: Montreal (파트너 - 지나 게리슨) - 1986: Zurich (파트너 - 슈테피 그라프) - 1987: Amelia Island (파트너 - 슈테피 그라프) | - 1987: 로마 (파트너 - 마르티나 나브라틸로바) - 1987: Buenos Aires (파트너 - 메르세데스 파즈) - 1988: Key Biscayne (파트너 - 슈테피 그라프) - 1988: 윔블던 (파트너 - 슈테피 그라프) - 1990: Montreal (파트너 - 벳시 나겔센) - 1995: Chicago (파트너 - 브렌다 슐츠) - 1995: Toronto (파트너 - 브렌다 슐츠) |

## 준우승s (44)
※ 그랜드 슬램은 굵은 글씨로 표시함.

### 단식 (28)
| - 1985: Hilton Head (크리스 에버트에게 패) - 1985: Tampa (스테파니 레헤) - 1986: Indianapolis US Open Clay Courts (슈테피 그라프에게 패) - 1987: Rome (슈테피 그라프) - 1987: Virginia Slims Championships (슈테피 그라프에게 패) - 1988: Hilton Head (마르티나 나브라틸로바에게 패) - 1988: Amelia Island (마르티나 나브라틸로바에게 패) - 1988: Los Angeles (크리스 에버트에게 패) - 1988: US 오픈 (슈테피 그라프에게 패) - 1988: Seoul Olympics (슈테피 그라프에게 패) - 1989: Tampa (콘치타 마르티네즈에게 패) - 1989: Berlin (슈테피 그라프에게 패) - 1989: Manhattan Beach (마르티나 나브라틸로바에게 패) - 1990: Zurich (슈테피 그라프에게 패) | - 1990: Worchester (슈테피 그라프에게 패) - 1990: Virginia Slims Championships (모니카 셀레스에게 패) - 1991: Key Biscayne (모니카 셀레스에게 패) - 1991: 윔블던 (슈테피 그라프에게 패) - 1992: Key Biscayne (아란차 산체스 비카리오에게 패) - 1992: Tokyo Nichirei International (모니카 셀레스에게 패) - 1992: Filderstadt (마르티나 나브라틸로바에게 패) - 1993: Amelia Island (아란차 산체스 비카리오에게 패) - 1993: Rome (콘치타 마르티네즈에게 패) - 1993: Berlin (슈테피 그라프) - 1994: Amelia Island (아란차 산체스 비카리오에게 패) - 1994: Strasbourg (메리 조 페르난데즈에게 패) - 1995: Amelia Island (콘치타 마르티네즈에게 패) - 1995: Filderstadt (이바 마욜리에게 패) |

### 복식 (16)
| - 1985: Palm Beach Gardens (파트너 - 로라 아라야) - 1986: Amelia Island (파트너 - 카테린 탕비에) - 1986: 프랑스 오픈 (파트너 - 슈테피 그라프) - 1986: Filderstadt (파트너 - 지나 게리슨) - 1986: Chicago (파트너 - 슈테피 그라프) - 1987: San Francisco (파트너 - 지나 게리슨) - 1987: 프랑스 오픈 (파트너 - 슈테피 그라프) - 1988: Fairfax (파트너 - 헬레나 수코바) | - 1988: Hilton Head (파트너 - 클라우디아 코데킬슈) - 1988: Worchester(파트너 - 헬레나 수코바 - 1989: 프랑스 오픈 (파트너 - 슈테피 그라프) - 1990: Manhattan Beach (파트너 - 메르세데스 파즈) - 1994: Rome (파트너 - Brenda Schultz) - 1994: Philadelphia (파트너 - Brenda Schultz) - 1995: Berlin (파트너 - en:Larisa Neiland) - 1995: Manhattan Beach (파트너 - Larisa Neiland) |

## 단식 성적 연대표
| 그랜드 슬램 대회                     |       |       |           |       |       |       |       |       |       |       |       |       |       |        |
| 호주 오픈                            | A     | A     | NH        | A     | A     | SF    | 3R    | QF    | SF    | SF    | SF    | 1R    | 4R    | 0 / 8  |
| 프랑스 오픈                          | A     | SF    | 4R        | SF    | SF    | 4R    | 4R    | SF    | SF    | QF    | 1R    | QF    | A     | 0 / 11 |
| 윔블던                               | A     | 3R    | SF        | QF    | 4R    | 2R    | SF    | F     | SF    | QF    | 4R    | QF    | A     | 0 / 11 |
| US 오픈                              | 3R    | 1R    | 4R        | QF    | F     | SF    | W     | QF    | QF    | QF    | SF    | SF    | 3R    | 1 / 13 |
| 그랜드 슬램 SR                       | 0 / 1 | 0 / 3 | 0 / 3     | 0 / 3 | 0 / 3 | 0 / 4 | 1 / 4 | 0 / 4 | 0 / 4 | 0 / 4 | 0 / 4 | 0 / 4 | 0 / 2 | 1 / 43 |
| 올림픽                               |       |       |           |       |       |       |       |       |       |       |       |       |       |        |
| 하계 올림픽                          | NH    | NH    | NH        | NH    | F     | NH    | NH    | NH    | A     | NH    | NH    | NH    | 3R    | 0 / 2  |
| 연말 챔피언십                        |       |       |           |       |       |       |       |       |       |       |       |       |       |        |
| 버지니아 슬림 또는 WTA 투어 챔피언십 | A     | A     | 1R / 1R 1 | F     | W     | SF    | F     | SF    | SF    | 1R    | W     | QF    | A     | 2 / 11 |
| 통산                                 |       |       |           |       |       |       |       |       |       |       |       |       |       |        |
| 우승 대회수                          | 0     | 1     | 1         | 3     | 4     | 4     | 2     | 5     | 5     | 0     | 1     | 1     | 0     | 27     |
| 연말 랭킹                            | 74    | 11    | 10        | 6     | 4     | 3     | 5     | 3     | 3     | 5     | 7     | 7     | 29    | N/A    |

- NH = 대회 미개최(Not Held)
- A = 대회 불참(Absent)
- SR = 우승률(우승 회수 / 총 참가 대회수)
- 1 1986년 버지니아 슬림 챔피언십은 두 번 열렸음.